# HMS Parthian (N75)
Le HMS Parthian (pennant number : N75) est le navire de tête des six sous-marins de Classe Parthian de la Royal Navy, tous lancés en 1929. Le sous-marin a été coulé en 1943 pendant la Seconde Guerre mondiale. Le sous-marin a été surnommé Peanut (cacahouète), à partir des lettres d’identité « PN » peintes sur son kiosque.

## Conception
La classe Parthian a été conçue comme une amélioration de la classe Odin antérieure. Cette nouvelle classe était plus grande, construite avec une étrave oblique et dotée d’un bouclier pour couvrir le canon de 4 pouces. Mais la classe avait un défaut de conception : les réservoirs de carburant externes rivetés fuyaient, laissant une traînée de gas-oil à la surface.
Tous les sous-marins de la classe Parthian étaient équipés de huit tubes lance-torpilles de 21 pouces (533 mm), d’un canon de pont Mk XII QF de 4 pouces (102 mm) et de deux mitrailleuses. Cette classe a été la première à être équipée de la torpille Mark VIII. Les sous-marins de la classe Parthian ont été conçus pour un effectif de 53 officiers et hommes d’équipage.

## Engagements
Le HMS Parthian a passé la majeure partie de son temps de service durant la Seconde Guerre mondiale en mer Méditerranée. Au début de la guerre, il était à la China Station, mais il a été transféré à Alexandrie en mai 1940. Il coule le sous-marin italien Diamante près de Tobrouk le 20 juin 1940. À la fin de l’année, il avait été rattaché à la 8e flottille de sous-marins basée à Malte.
Il a également coulé le sous-marin français de Vichy Souffleur (Q116) au large de Beyrouth le 25 juin 1941, au cours de la campagne combinée des Britanniques et des Français libres pour occuper la Syrie et le Liban. Le HMS Parthian a subi un carénage aux États-Unis de fin 1941 à mars 1942 avant de retourner en Méditerranée. Entre juillet et octobre 1942, il a effectué des opérations de ravitaillement à Malte, transportant du carburant d’aviation et des munitions. Pour augmenter sa capacité de transport, l’une de ses batteries a été retirée et aucune torpille de rechange n’était emportée. En mai 1943, le sous-marin a coulé un certain nombre de voiliers italiens dans la mer Égée.
Le sous-marin quitte Malte le 22 juillet 1943 pour une patrouille dans le sud de la mer Adriatique. Il a été dérouté vers une zone de patrouille au large d’Otrante le 26 juillet, puis de nouveau le 28 juillet. Le sous-marin a été contacté le 6 août pour quitter sa zone de patrouille, mais il n’a pas accusé réception du message. Le HMS Parthian n’est jamais arrivé à Beyrouth, où il devait arriver le 11 août. Il est probable qu’il ait été coulé par une mine marine près de Brindisi.
Un membre de l’équipage perdu avec le Parthian était Timothy Walker, le fils du captain Frederic John « Johnny » Walker, un chasseur de sous-marins de premier plan.